# Minamoto no Mitsunaka
Minamoto no Mitsunaka (源満仲?) (912-997), era un samurái hijo de Minamoto no Tsunemoto y un funcionario de la Corte de la Era Heian. Él mantuvo el título, traspasado desde su padre Chinjufu-shogun, Comandante en Jefe de la Defensa de norte. Mitsunaka también es conocido como el padre del legendario Minamoto no Yorimitsu.

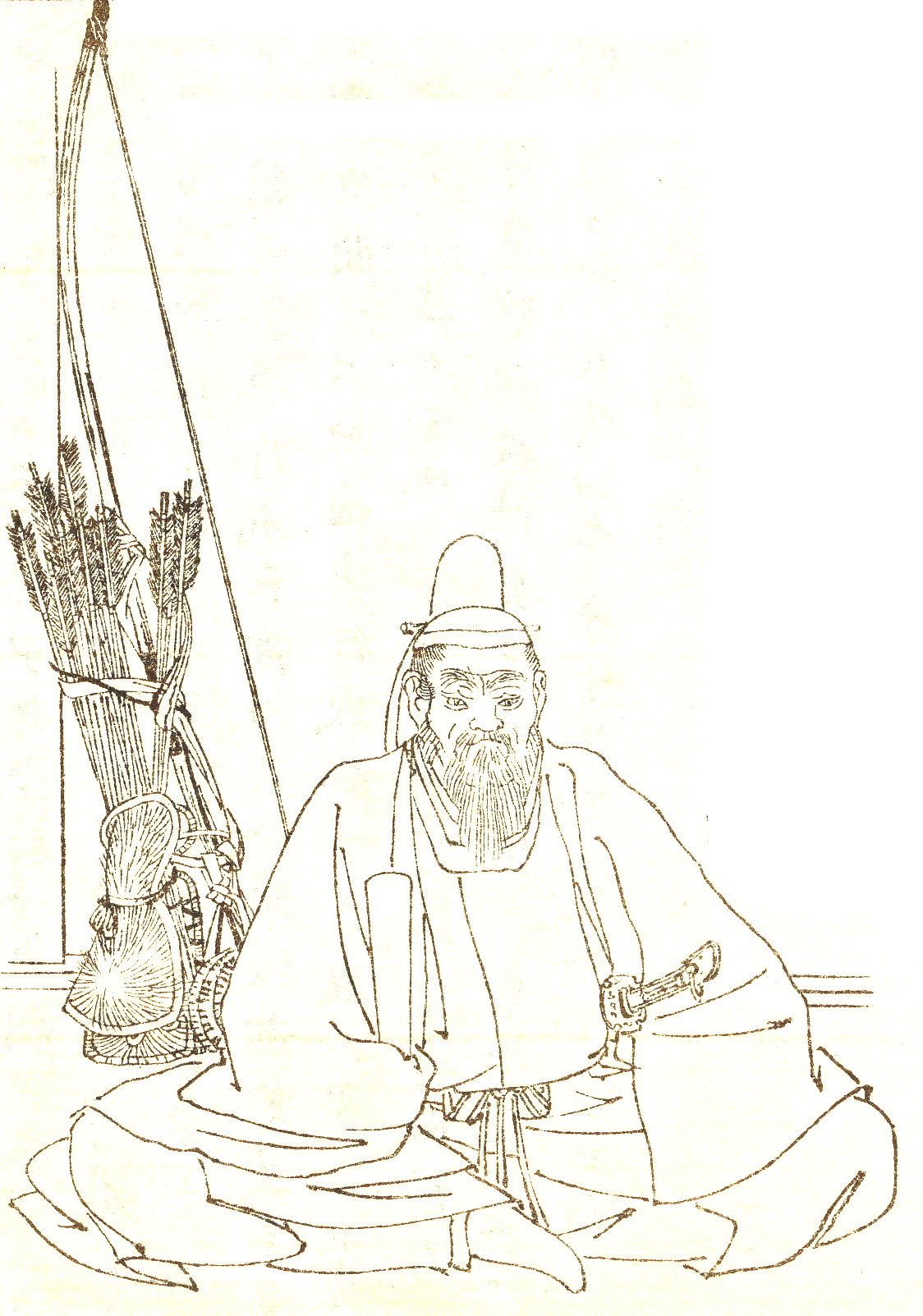
Minamoto no Mitsunaka.

Mitsunaka se retiró a Tada en la Provincia Settsu, y se le conoce a veces como Tada Manjū. Una de las subfamilias del clan Minamoto llegó así también a ser conocida como Tada.
Mitsunaka aparece en el anime Otogi Zoshi, junto con versiones ficticias de otras figuras históricas.